# 林春雄
林 春雄（はやし はるお、1874年（明治7年）2月25日 - 1952年（昭和27年）1月1日）は薬理学者。東京帝国大学医学部薬物学教室の第二代教授。東京帝国大学名誉教授。貴族院議員。

## 経歴
1874年、愛知県で生まれた。1881年に、林茂雄の養子となった。1897年に東京帝国大学医学部を首席で卒業し、学士号を取得。
1900年に東京帝国大学助教授に就いた。1902年から1905年まで3年間、薬理学ならびに毒物学研究のためにドイツ留学を命じられ、シュトラースブルク大学に留学した。1905年に帰国した後は、京都帝国大学福岡医科大学（現九州大学）助教授となった。1905年7月、医学博士の学位を取得。1908年、東京帝国大学に薬理学第二講座が開設されて二講座制になると、、林は同大学に転じて第二講座を担任した。翌1908年に教授昇格。大学では、薬物学を中心に研究に従事した。1927年、日本薬理学会の初代年会長に就任。1934年に東京帝国大学を退任した。退官後の1937年からは、逓信病院の初代院長、翌年には国立公衆衛生院の初代院長、日本薬理学会初代会長などを務めた。
戦後
1946年（昭和26年）7月8日、貴族院勅選議員に任じられた、同和会に所属し、1947年（昭和27年）5月2日の貴族院廃止まで在任した。1952年に死去。墓所は雑司ヶ谷霊園にある。

## 栄典
- 1912年（大正元年）12月18日 - 勲六等瑞宝章[5]

## 家族・親族
- 父：二宮巖橿は愛知県士族[6]。

## 著作
- 『薬理学』吐鳳堂書店、明治34年（1901年）

## 関連人物
- オスヴァルト・シュミーデベルク教授（近代薬理学の父）